# Takuji Yonemoto
Takuji Yonemoto (米本 拓司, Yonemoto Takuji, Hyogo, 3 december 1990) is een Japans voetballer die als middenvelder speelt bij Nagoya Grampus.

## Clubcarrière
Yonemoto tekende in 2009 bij FC Tokyo.

## Japans voetbalelftal
Yonemoto debuteerde in 2010 in het Japans nationaal elftal en speelde een interland.

## Statistieken
| Japans voetbalelftal | Japans voetbalelftal | Japans voetbalelftal |
| Jaar                 | Wed.                 | Dlp.                 |
| -------------------- | -------------------- | -------------------- |
| 2010                 | 1                    | 0                    |
| Totaal               | 1                    | 0                    |